# مايك هاو
مايك هاو (بالإنجليزية: Mike Howe)‏ هو مغني أمريكي، ولد في 21 أغسطس 1965 في تايلور في الولايات المتحدة.

## وصلات خارجية
- مايك هاو على موقع ميوزك برينز (الإنجليزية)
- مايك هاو على موقع ديسكوغز (الإنجليزية)